# Kisla smetana
Kisla smetana je mlečni izdelek, pridobljen iz polnomastnega mleka z uporabo cepiva mlečnokislinskih bakterij.
Po starem neindustrijskem načinu so kislo smetano pridobivali tako, da so še toplo namolženo mleko nalili v plitve posode ter ga pustili pri temperaturi 12 do 15 ºC. Po enem dnevu se je mlečna maščoba, ki je specifično lažja od preostalega mleka, izločila na površino. Tako pridobljeni gostejši mastni sloj, ki se je nabral na površini, je sladka smetana. Na ta način se iz 10 kg mleka se pridobi okoli 1,5 kg smetane. Če to pustimo nekaj dni na zraku, se skisa in dobimo kislo smetano.